# Triphosa macroprora
Triphosa macroprora là một loài bướm đêm trong họ Geometridae.